# Vinícius Bergantin
Vinícius, mit vollem Namen Vinícius Bergantin (* 31. Juli 1980 in Salto), ist ein ehemaliger brasilianischer Fußballspieler und heutiger -trainer.

## Spielerkarriere

### In Brasilien
Der Verteidiger kommt ursprünglich aus einem Dorf bei São Paulo in Brasilien und spielte dort bei São Caetano, Esportiva do Gama und den Ituano FC, bevor er im Januar 2003 in die Bundesliga zu Hannover 96 wechselte.

### Hannover 96
Zur Winterpause 2002/03 unterzeichnete der Brasilianer beim deutschen Bundesligisten Hannover 96. Vinícius nahm aufgrund italienischer Vorfahren die italienische Staatsbürgerschaft an, um das Ausländerkonto von Nicht-EU-Ausländern bei Hannover 96 nicht zu belasten. Am 25. Januar 2003 gab er sein Bundesliga-Debüt gegen den Hamburger SV. Beim 2:2-Unentschieden war Vinícius bereits in der Startelf.
Unter Trainer Ralf Rangnick wurde Vinícius zum Stammspieler in der Innenverteidigung und der Defensivakteur verpasste bis zum Saisonende kein Spiel mehr. Rangnicks Nachfolger Ewald Lienen, der am 9. März 2004 eingestellt wurde, ersetzte Vinícius durch Per Mertesacker, nachdem dieser die ersten 22 Spieltage ohne Pause absolvierte. In der Folgezeit ließ Lienen Vinícius aber auf verschiedenen Positionen im defensiven Mittelfeld zum Einsatz kommen. Diese Linie behielt auch Lienens Nachfolger Peter Neururer bei. Nach Mertesackers Wechsel zu Werder Bremen im Sommer 2006 und der Ablösung Neururers durch Dieter Hecking kehrte Vinícius als Stammspieler in die Innenverteidigung zurück. Als dieser verlängerte er im März 2007 seinen Vertrag bis Sommer 2010. Nachdem 2008 erstmals Rückenprobleme bei dem Defensivspieler auftraten, war er oft nur noch Zuschauer bei den Spielen von Hannover. Nachdem er 2008/09 noch zu elf Einsätzen gekommen war, wurde Vinícius 2009/10 nicht mehr eingesetzt. Sein letztes Bundesligaspiel absolvierte der Brasilianer am 23. Mai 2009, dem 34. Spieltag, beim 2:2 gegen Arminia Bielefeld.
Vinni, wie ihn seine Mitspieler nennen, bestritt in seiner bisherigen Karriere 144 Bundesligaspiele und erzielte 9 Tore (Stand: 3. Februar 2011). Bemerkenswert ist darunter insbesondere sein Tor gegen den FC Bayern München am 5. April 2003: Vinícius verwandelte kurz vor der Halbzeitpause einen Freistoß aus 32 Metern flach und direkt, nachdem sich Oliver Kahn entschieden hatte, angesichts der großen Distanz keine Mauer aufzustellen. Am 31. Januar 2007 gelang ihm beim 5:0-Heimsieg von Hannover gegen Hertha BSC sein erster und einziger Doppelpack in der Bundesliga.
Seit seinen Rückenbeschwerden 2008 kam es beim Abwehrspieler vermehrt zu Rücken- und Bandscheibenproblemen, die ihn regelmäßig ausfallen ließen.
Im Sommer 2010 verabschiedete ihn der Klub offiziell.

### Zurück in Brasilien
Nachdem er sich bei Hannover 96 ein halbes Jahr fit gehalten hatte, wechselte Vinícius zum 1. Januar 2011 zum brasilianischen Zweitligisten Americana Futebol. Nach insgesamt zehn Spielen beendete Vinícius im November 2011 seine Profikarriere.

## Trainerkarriere
Aktuell ist er U-20-Trainer seines Jugendclubs Ituano FC.

## Spielweise
Seinem grundsätzlich starken Engagement, guten Stellungsspiel, harten Schuss und guten offensiven Kopfball standen manchmal „Hüftsteifheit“, mangelnde Ruhe und eine gewisse Zweikampfschwäche am Boden gegenüber.